# Michael V. Gazzo
Michael Vincenzo Gazzo (Hillside, 5 de abril de 1923 – Los Angeles, 14 de fevereiro de 1995) foi um ator de cinema e televisão americano, e roteirista da Broadway.

## Biografia
Foi membro do Actors Studio, e chegou a treinar atores como Debra Winger. Como roteirista escreveu a peça sobre drogas Hatful of Rain, que teve 359 apresentações entre 1955 e 1956. No ano seguinte ele a adaptou para o cinema.
Gazzo foi co-autor do filme King Creole, de 1958, estrelado por Elvis Presley.
Como ator, foi indicado ao Oscar de Melhor Ator Coadjuvante por The Godfather: Part II em 1975.
Michael V. Gazzo morreu de um ataque do coração em 1995. Foi enterrado no Westwood Village Memorial Park Cemetery, em Los Angeles.

## Carreira
- On the Waterfront (1954)
- Gang That Couldn't Shoot Straight (1971)
- The Godfather: Part II (1974)
- Kojak (1975)
- Starsky and Hutch (1977)
- Barnaby Jones (1977)
- Black Sunday (1977)
- Baretta (1977)
- King of the Gypsies (1978)
- Columbo  (1978)
- Fingers (1978)
- Taxi (1979)
- The Fish That Saved Pittsburgh (1979)
- Gangsters (1979)
- Fantasy Island (1979)
- Cuba Crossing (1980)
- Sizzle (1980)
- Alligator (1980)
- Magnum, P.I. (1981)
- Body and Soul (1981)
- Sudden Impact (1983)
- The Winter of Our Discontent (1983)
- Fear City (1984)
- Cannonball Run II (1984)
- Cookie (1989)
- Beyond the Ocean (1990)
- Forever (1991)
- Last Action Hero (1993)
- L.A. Law (1994)
- Ring of Musketeers (1994)